# Kiara Advani
Alia Advani (Índia, 1991), coneguda professionalment com Kiara Advani ([kɪˈjaːra əɽˈʋaːɳi]), és una actriu índia que treballa en pel·lícules en hindi i telugu. Després de debutar com a actriu a la pel·lícula de comèdia Fugly (2014), va interpretar a l'esposa de MS Dhoni a la pel·lícula biogràfica esportiva M.S. Dhoni: The Untold Story (2016). Va guanyar estima per interpretar una dona insatisfeta a la pel·lícula de Netflix Lust Stories (2018) i va interpretar la protagonista del thriller polític Bharat Ane Nenu (2018).
Advani va rebre una atenció més àmplia per protagonitzar el drama romàntic Kabir Singh i el drama de comèdia Good Newwz, dues de les pel·lícules hindi més taquilleres del 2019 a Índia. Va guanyar el premi IIFA a la millor actriu secundària per aquesta última. Va tenir molt èxit comercial a les pel·lícules del 2022 Bhool Bhulaiyaa 2 i Jugjugg Jeeyo. Les seves actuacions com a parella de Vikram Batra a la pel·lícula Shershaah (2021) i d'una dona casada amb problemes al drama romàntic Satyaprem Ki Katha (2023) li van valdre nominacions al premi Filmfare a la millor actriu.
A més d'actuar, exerceix d'ambaixadora de diverses marques i productes. Advani està casada amb l'actor Sidharth Malhotra.